# Gemballa
Gemballa est une entreprise automobile fondée en 1981 par Uwe Gemballa à Leonberg, près de Stuttgart, en Allemagne. Elle a d'abord fourni des pièces de rechange, principalement pour les Porsche, puis en a finalement modifié. Gemballa a aussi préparé des Ferrari, notamment l'Enzo et la Testarossa, une Lamborghini Diablo, une Mercedes-Benz 500 SEC ou encore une BMW nommée 635 CSi. En mai 2010, l'usine Gemballa a été saisie par les autorités allemandes et fermée après la mort par balles d'Uwe Gemballa. Le PDG Andreas Schwarz et l'investisseur Steffen Korbach ont pu rouvrir l'entreprise en août 2010.

## Voitures Gemballa notables

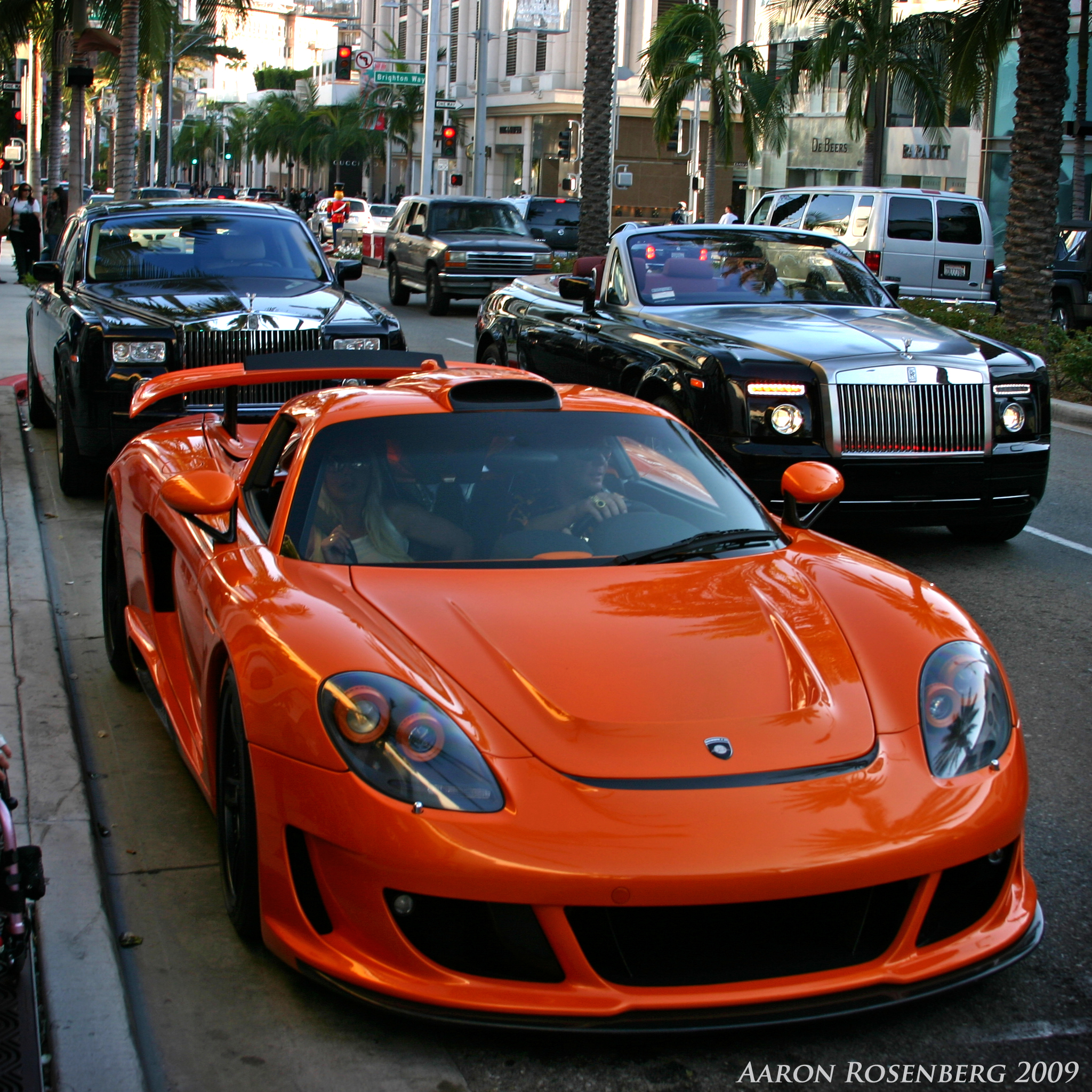
Une Gemballa Mirage GT (2007)

Basée sur une Porsche Carrera GT, la Gemballa Mirage GT est la plus célèbre Gemballa produite. À la sortie de la voiture, des rumeurs suggèrent que la Gemballa Mirage GT développe plus de 800 chevaux mais la seule modification apportée à la Carrera GT est un système d'échappement poussant la puissance à 650 ch. À cette époque, Uwe Gemballa, propriétaire de la société déclare qu'une version bi-turbo de la supercar de Porsche est en travaux. Le magazine Modified Luxury & Exotics décrit la voiture comme « l'une des plus belles voitures que nous ayons jamais eu en vedette ».
La Gemballa Avalanche GTR800 EVO-R est basée sur la Porsche 997 GT2. Elle développe environ 800 ch grâce à deux turbocompresseurs et d'autres modifications apportées aux composants du moteur.
Gemballa a également préparé une voiture basée sur la Porsche Cayenne Turbo, la GT 750 Aero 3. Elle développe une puissance d'environ 750 ch. Cette modification est également disponible pour le modèle précédent du Cayenne. Le kit tune-up modifie les performances aérodynamiques. Le moteur est amélioré par l'usage de turbocompresseurs révisés, de refroidisseurs d'huile et d'air pressurisés IC, et de nombreuses pièces modifiées, dont les pistons et les joints.
Le dernier modèle, la Gemballa MIG-U1, est basé sur la Ferrari Enzo. Alors qu'il devait être produit à 25 exemplaires, un seul a été assemblé.

## Mort de Uwe Gemballa
Le 17 février 2010, on signale la disparition d'Uwe Gemballa à Johannesbourg, en Afrique du Sud, lors d'un voyage d'affaires. Il est retrouvé tué par balles en octobre de la même année. On soupçonne que son assassinat est le résultat d'une opération de blanchiment d'argent qui s'est retournée contre lui.

## Gemballa Racing
En 2011, Gemballa a créé sa division de course, appelée Gemballa Racing, qui court sur McLaren MP4-12C GT3.